# Ronald Ulen
Ronald Ulen (* 1956) ist ein amerikanischer Opern-, Lied- und Konzertsänger (Bariton).

## Leben
Er studierte zuerst Wirtschaftspolitik und Finanzwissenschaft. Sein Gesangsstudium absolvierte Ronald Ulen an der Minnesota State University und an der Florida State University. Dem folgte ein Studium für Regie und Opernmanagement. Seine Gesangspädagogen waren u. a. Warren Hettinga, David Wingate, Jean Kraft, Josef Metternich, Frederic Milnes und Weldon Thomas. Meisterkurse besuchte der Künstler bei John Wustmann, Martin Katz, Sherrill Milnes und Robert Merrill.
Nach seiner Gesangsausbildung debütierte er als Guglielmo in Così fan tutte. Es folgten zahlreiche Engagements in den USA. Dabei sang er die großen Rollen seines Faches, u. a. Malatesta in Don Pasquale, Figaro in Der Barbier von Sevilla, Herrn Fluth in Die lustigen Weiber von Windsor sowie Marcello in La Bohème. Während der Spielzeit 1990/91 war er an der Oper Zürich tätig. Es folgten Engagements an den Musikbühnen von Coburg (1991–1994), Schwerin (1994–1996), Mainz (1996–1998) und Augsburg (1998–2000). Gastspiele in Oper und Konzert führten Ronald Ulen auf die Bühnen und Konzertsäle von Wien, Rom, New York, Chicago, Washington, Hamburg u. a. m.
Seit 2000 ist der Künstler freiberuflich tätig. Ferner ist er Professor für Gesang an der Texas State University.

## Rollenrepertoire (Auswahl)
- Blaubart Herzog Blaubarts Burg
- Don Pizarro Fidelio
- Enrico Lucia di Lammermoor
- Graf Eberbach Der Wildschütz
- Nardo Die Gärtnerin aus Liebe
- Eugen Onegin Eugen Onegin
- Giorgio Germont La traviata
- Fritz Kothner  Die Meistersinger von Nürnberg
- Biterolf Tannhäuser und der Sängerkrieg auf Wartburg
- Zar Peter I. Zar und Zimmermann
- Alfio Cavalleria rusticana
- Marcello/Schaunard La Bohème
- Amonarso Aida
- Falstaff/Ford  Falstaff